# Юлдашбаев, Азамат Рамилевич
Азамат Рамилович Юлдашбаев (баш. Азамат Рәмил улы Юлдашбаев; род. 10 октября 1964 года) — башкирский поэт и литературный критик, журналист, редактор. Председатель Правления Союза писателей Республики Башкортостан (2011).

## Биография
Азамат Рамилович Юлдашбаев родился 10 октября 1964 года в д. Сазала Зианчуринского района Башкортостана.
Окончил Серегуловскую среднюю школу и отслужил в армии. В 1989 году окончил филологический факультет Стерлитамакского педагогического института.
По окончании института работал учителем, директором гимназии в Зианчуринском районе. С 2003 года работал в республиканской молодежной газете «Йэшлек», затем заместителем председателя Правления Союза писателей Республики Башкортостан. В 2011 году избирался председателем Правления Союза писателей Республики Башкортостан. В 2012-2017 года Юлдашбаев А.Р. был главным редактором журнала «Ватандаш».

## Произведения
- Юлдашбаев А. Р. «Мәлъяҙмалар». — Өфө: Китап, 2010.
- Юлдашбаев А. Р. «Яңғыҙлыҡ анатомияһы» («Анатомия одиночества»). — Өфө, 2011.
- Юлдашбаев, А. Р. «Яуаплылыҡ ҡулға ҡәләм тоттора» / А. Р. Юлдашбаев //Йәшлек. — 2005. — № 109.
- Юлдашбаев А. Р. «Әтәс йылын ҡаршылағанда : хикәйә»/ А. Р. Юлдашбаев //Ағиҙел. — 2007. — № 3. — 103—112.
- Юлдашбаев А. Р. «Үҙ хөкөм: ғәйепле, үтә бер ҡатлы»/ А. Р. Юлдашбаев //Ағиҙел. — 2008. — № 1.

## Награды и звания
- Гран-при межрегионального поэтического фестиваля «Родники вдохновения»
- Премия им. Ш. Худайбердина
- Премия российского литературного конкурса им. В. М. Шукшина
- Отличник образования Республики Башкортостан.